# Caravelí (província)
Caravelí é uma província do Peru localizada na região de Arequipa. Sua capital é a cidade de Caravelí.

## Distritos da província
- Acarí[2]
- Atico[3]
- Atiquipa[4]
- Bella Unión[5]
- Cahuacho[6]
- Caravelí[7]
- Chala[8]
- Chaparra[9]
- Huanuhuanu[10]
- Jaqui[11]
- Lomas[12]
- Quicacha[13]
- Yauca[14]